# Askam
Аскам (Askam Kamyon Imalat ve Ticaret AŞ) — турецька машинобудівна компанія, дочірнє підприємство Çiftçiler Holding.

## Історія

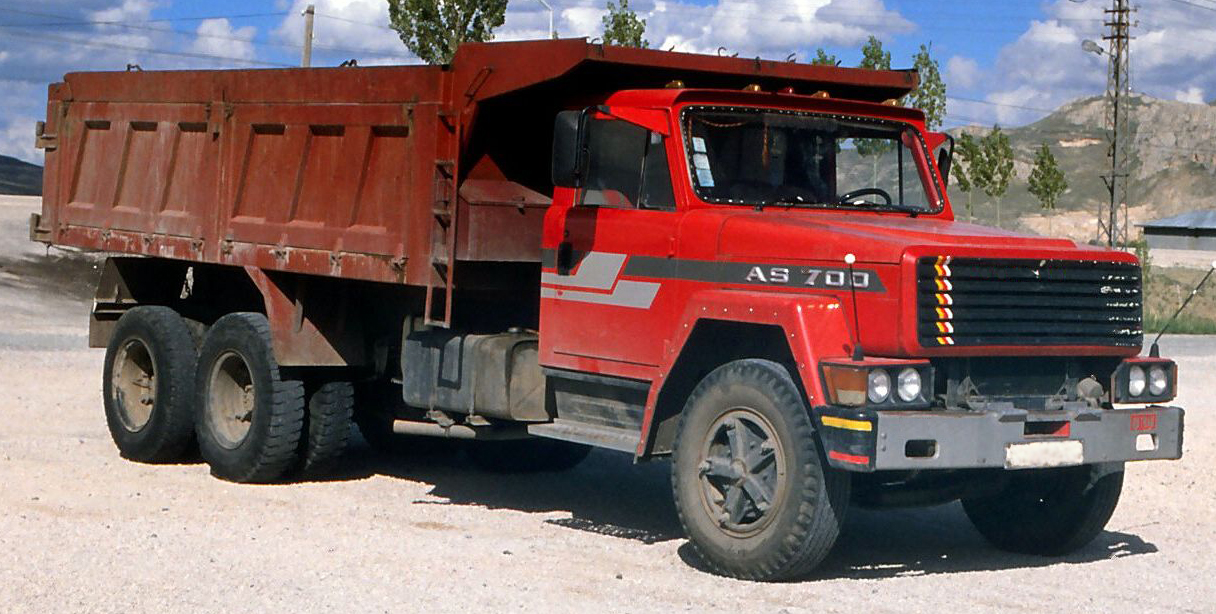
Самоскид De Soto AS 700 випуску 1980-х

Компанія «Askam» була заснована в 1962 році як спільне підприємство з 60 % часток капіталу фірми Chrysler, реалізація продукції спочатку велася під маркою «Chrysler Sanayi». В 1964 розпочато ліцензійне виробництво вантажівок Fargo Trucks, DeSoto і Dodge. У більшості моделей, що випускалися застосовувалися кабіни, спеціально розроблені на «Крайслер» для виробництва в країнах, що розвиваються.Подібні кабіни, після деяких модифікацій, все ще використовуються Askam.
У 1978 році фірма Крайслер продала свою частку в компанії своїм турецьким партнерам. На більшій частині техніки, що випускається сьогодні, стоять дизелі «Perkins».
В 1991 році розпочато ліцензійний випуск малотоннажних вантажівок Hino Motors.
В 1996 році досягнуто угоду про співпрацю з Єгиптом, що включає надання турецькою стороною ліцензій і частин для складання вантажних автомобілів.
Після злиття в 2002 році Daimler-Benz і Chrysler, компанія змінила свою назву на Askam Kamyon Imalat ve Ticaret AŞ, продовжуючи випуск вантажівки Fargo і Desoto.

## Моделі

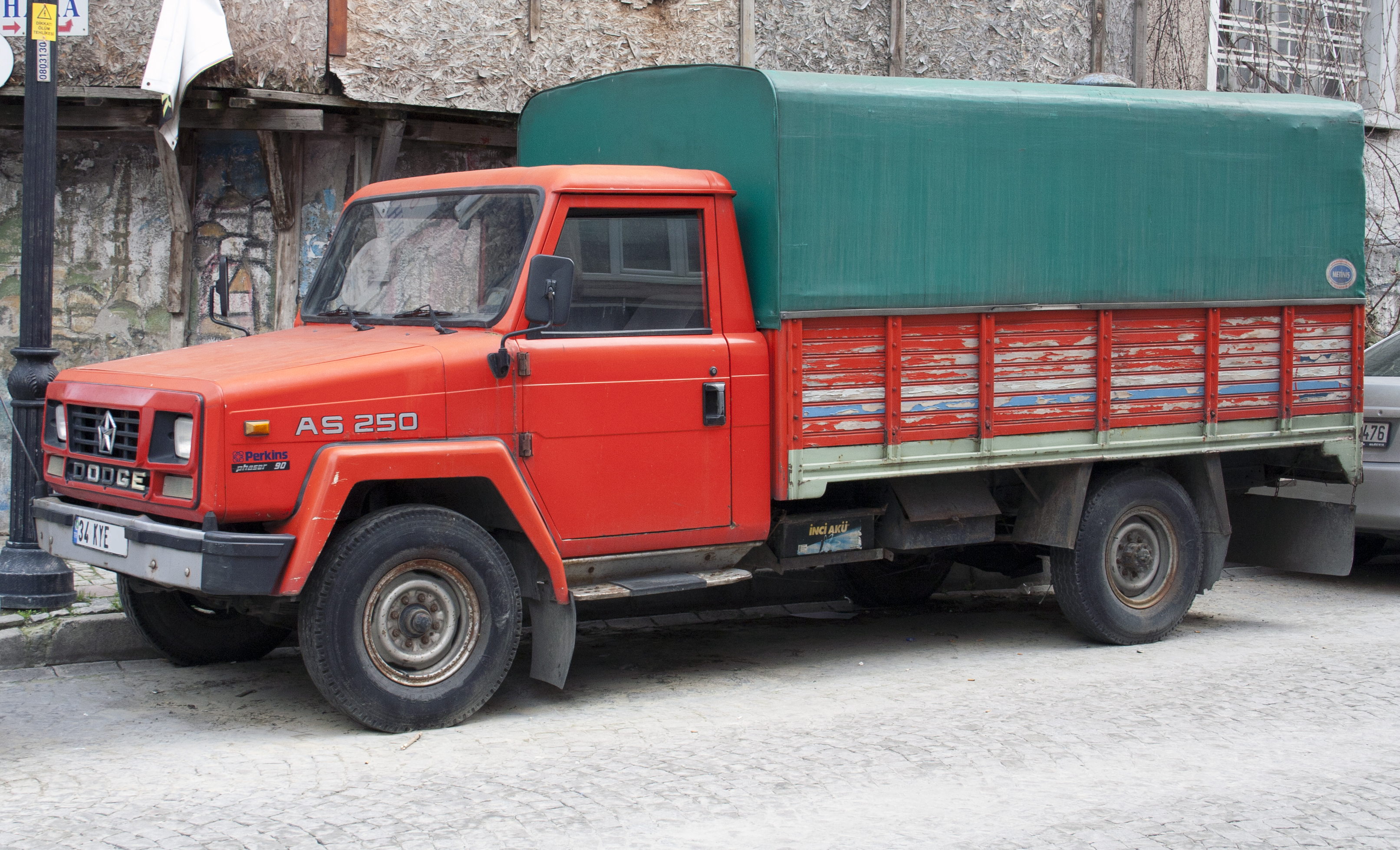
Dodge AS250 (~1990-2002)

### Вантажівки
- Hi-Ex
- 8 Літровий
- AS 950

### Легкі вантажівки
- Fargo Fora
- AS 250

### Інше
- AS 250 Safari